# Prognostyki
Naturalne prognostyki pogody – wyniki obserwacji miejscowych zjawisk zazwyczaj bez jakichkolwiek przyrządów. Na ich podstawie można przewidywać zjawiska pogodowe lub korygować prognozę opracowaną przez instytucje. Wystąpienie kilku zgodnych prognostyków z danej grupy umożliwia dość dokładne prognozowanie pogody.
Prognozowanie pogody na podstawie lokalnych obserwacji znane jest jeszcze z kultur starożytnych. Przewidywanie zjawisk pogodowych przeprowadza się na podstawie obserwacji:
- rzeczy martwych;
- roślin;
- życia zwierząt;
- zjawisk i sił przyrody[1]

## Zjawiska poprzedzające pogodę deszczową
Prognostyki po południu i wieczorem.
1. Wyraźny ruch chmur Ci cienkich, równoległych, zakończonych haczykami, które następnie przechodzą w jednolitą warstwę Cs.
2. Chmury kłębiaste nie rozrastają się wieczorem, lecz łączą.
3. Stopniowe pokrywanie nieba chmurami, które jednocześnie ciemnieją.
4. Krwistoczerwona barwa tarczy słonecznej i jej pozorne powiększenie.
5. Czerwone zabarwienie zorzy wieczornej: barwy zielone i żółte nie występują.
6. Zachodzące słońce znika za ciemną warstwą chmur nad horyzontem.
7. Wzrasta prędkość wiatru.
8. Polepszenie słyszalności w powietrzu (przewodzenie dźwięków).
9. Wzrost temperatury lub zahamowanie jej spadku wieczorem.

Prognostyki w nocy
1. Ciemnogranatowa barwa nieba.
2. Pierścień wokół Księżyca "lisia czapka"
3. Wzrost prędkości wiatru.
4. Dobra słyszalność (przewodzenie dźwięków).
5. W lesie chłodniej niż na otwartym terenie.
6. Nieznaczny spadek temperatury powietrza.
7. Prognostyki poranne

Prognostyki poranne
1. Występowanie gęstych, wysokich chmur Ac ("płaty zsiadłego mleka") i wzajemnie łączenie ze sobą.
2. Krwistoczerwona barwa nieba nad wschodzącym Słońcem.
3. Brak osadów lub szybkie wyparowanie rosy utworzonej w nocy.
4. Mgła unosząca się do góry.
5. Wzrost prędkości wiatru.

## Zjawiska wyprzedzające ulewy iburze
1. Księżyc oświetla szybko poruszające się chmury kłębiaste.
2. Silne występowanie mgieł, powolny ich zanik i unoszenie się do góry.
3. Silny rozwój pionowych chmur kłębiastych, wyraźne kontury górnej granicy.
4. Tworzenie się "kowadeł" z chmur Cirrus ponad górną krawędzią Cb.
5. Wrażenie "duszności" przy oddychaniu.
6. Kierunek wiatru przy ziemi przeciwny do kierunku ruchu chmur.
7. Nagłe zmniejszenie prędkości wiatru w południe – "cisza przed burzą".
8. Jeżeli po burzy nadal ciepło, występują chmury Cc lub Ac i czerwona barwa zorzy wieczornej, która przechodzi w żółtą, to w nocy jest duże prawdopodobieństwo następnej burzy.

## Zjawiska poprzedzające występowanie pogody bez opadów
Prognostyki po południu i wieczorem
1. Zanikanie chmur kłębiastych.
2. Po deszczowym dniu pod chmurami na zachodzie pasmo czystego nieba.
3. Żółte, złociste i zielonkawe zabarwienie zorzy wieczornej na zachodzie.
4. Mgły lokalne w zagłębieniach terenu i nad jeziorami.
5. Zmniejszenie się prędkości wiatru.
6. Wyraźny spadek temperatury wieczorem.

Prognostyki w nocy
1. Podczas pełni silne, srebrzyste światło księżyca.
2. Brak zjawisk świetlnych wokół Księżyca.
3. Przerwy widoczne w pojedynczych warstwach chmur warstwowych.
4. Silne występowanie rosy lub szronu.
5. Suche, ciepłe powiewy, odczuwalne na wzgórzach.
6. W lesie cieplej niż na otwartej przestrzeni.

Prognostyki poranne
1. Rozproszenie chmur Ci lub brak zachmurzenia.
2. Deszcz o dużym natężeniu przy bardzo małych prędkościach wiatru.
3. Obfita rosa lub szron albo sadź.
4. Cienka, przyziemna warstwa mgły i jej zanikanie od górnej powierzchni warstwy.

## Zjawiska świadczące o ustaleniu się pogody bez opadów
Prognostyki po południu i wieczorem
1. Zanikanie widocznych w dzień chmur Ci.
2. Zła widoczność odległych przedmiotów.
3. Żółte, złociste i jasnoróżowe zabarwienie zorzy wieczornej na zachodzie.
4. Złocistoczerwona barwa i pozorna deformacja tarczy zachodzącego Słońca.
5. Mgły tworzące się w zagłębieniach terenu.

Prognostyki w nocy
1. Błękitnozielone zabarwienie nieba.
2. Brak migotania gwiazd, zielonkawa poświata.
3. Pozorna deformacja tarczy Księżyca przy wschodzie i zachodzie.
4. Płaty i smugi mgły nad powierzchnią terenu.
5. Bryza nad morzem i dużymi jeziorami.

Prognostyki poranne
1. Żółte i zielonkawe zabarwienie zorzy.
2. Szybkie zanikanie mgieł.
3. Występowanie rosy lub szronu albo sadzi.